# Malbuisson
Malbuisson è un comune francese di 702 abitanti situato nel dipartimento del Doubs nella regione della Borgogna-Franca Contea.

## Società

### Evoluzione demografica

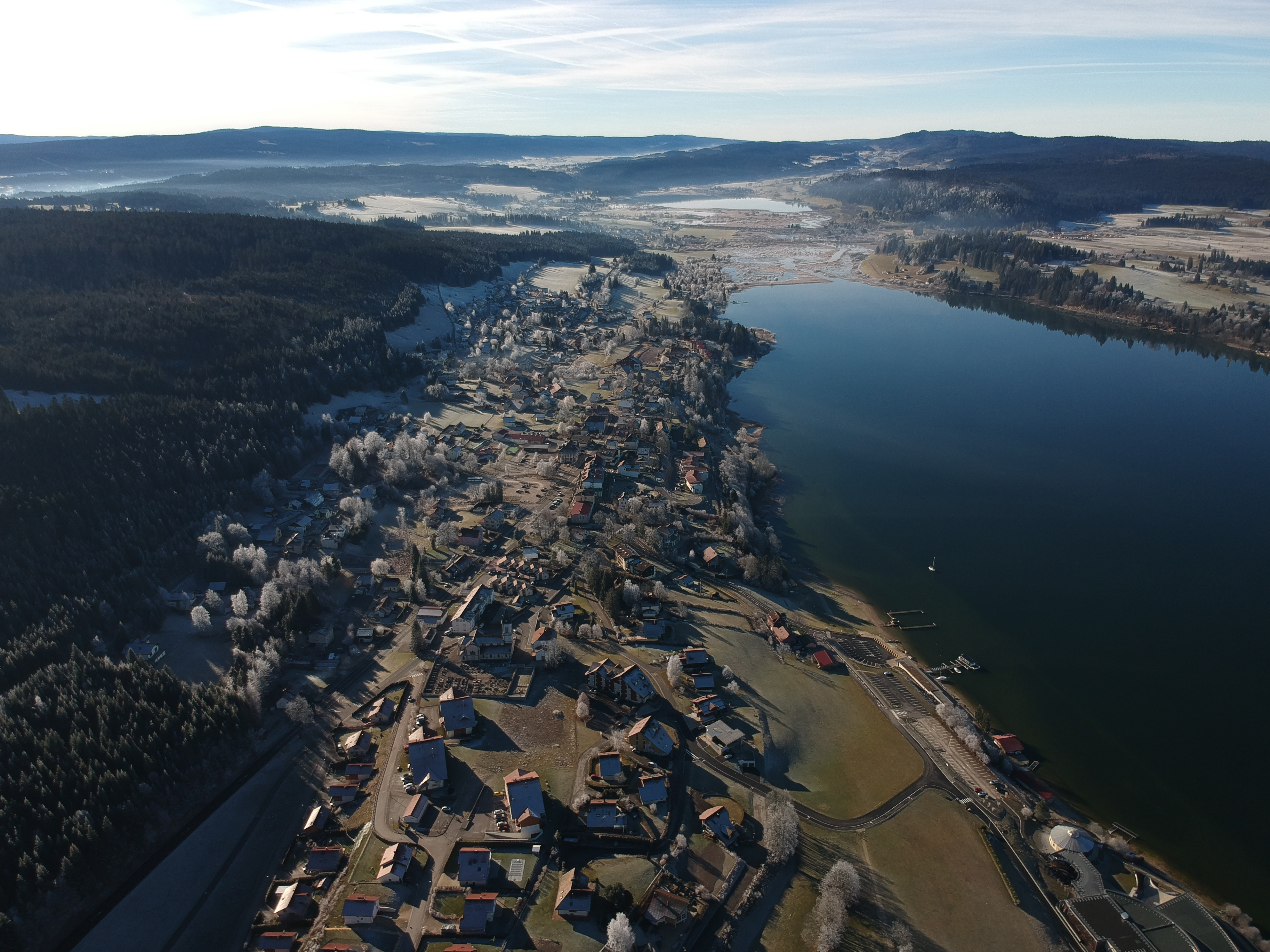
Vista aerea di Malbuisson all'inizio dell'inverno.

Abitanti censiti